# Órix (faraó)
Órix era um faraó do Antigo Egito, que reinou em data incerta em algum ponto entre o fim de Nacada IIc e início de Nacada IIIa (3500–3220/3200 a.C.). Seu nome foi descoberto em grafite nos Colossos de Copto encontrados no templo do deus Mim em Copto. Em sua reconstrução, Günter Dreyer estipulou que é o mais antigo faraó conhecido do Antigo Egito, sendo sucedido por Concha. Órix, e os demais, são historiograficamente agrupados na dinastia 00. Outros estudiosos, como Francesco Raffaele, trabalham com a hipótese de que, na verdade, Órix pode ser o nome de um lugar ou outra coisa.